# Mitteldorf (Püchersreuth)
Mitteldorf ist ein Ortsteil von Püchersreuth im Landkreis Neustadt an der Waldnaab des bayerischen Regierungsbezirks Oberpfalz.

## Geographische Lage
Der Weiler Mitteldorf liegt 300 m westlich der Bundesstraße 15.
400 m westlich von Mitteldorf fließt der Wildweiherbach von Norden nach Süden und mündet 1,2 km südwestlich von Mitteldorf in die Waldnaab.
Mitteldorf liegt 3,7 km nordwestlich von Püchersreuth, 4 km nördlich von Neustadt an der Waldnaab und 4 km südöstlich von Windischeschenbach.

## Geschichte
Im Herzog-Urbar aus dem Jahr 1285 wurde Mitteldorf erstmals schriftlich erwähnt.
Weitere Erwähnungen von Mitteldorf fanden sich in den Urbaren und Salbüchern von 1326 und 1366.
Im 13. und 14. Jahrhundert lag Mitteldorf im Amtsbereich Störnstein.
Mitteldorf gehörte im 15. Jahrhundert zur Feste Schönficht.
Es wurde erwähnt als im Jahr 1402 das Kloster Waldsassen vom Landgrafen Johann von Leuchtenberg die Feste Schönficht mit den zu ihr gehörigen Ortschaften kaufte.
Damit kam Mitteldorf zum Stiftland.
Zur Burgpflege Schönficht gehörten im 15. Jahrhundert die Ortschaften Schönficht, Walpersreuth, Mitteldorf, Eppenreuth, 2 Höfe in Geißenreuth, Wurmsgefäll und Leichau.
Später wurde die Burgpflege Schönficht dem Gericht Beidl einverleibt.
Zum Gericht Beidl gehörten ab 1560 die Ortschaften Beidl, Schönficht, Walpersreuth, Mitteldorf, Eppenreuth, Geißenreuth, Wurmsgefäll, Leichau, Schönthan, Albernhof, Stinckenpuehel, Ödwalpersreuth, Streißenrreuth und Beidlmühle.
1514 hatte Mitteldorf 3 Bauern und 1560 3 Mannschaften, 3 Untertanen und einen Sohn.
Kurfürst Ottheinrich führte 1542 per Erlass die protestantische Konfession in seinem Fürstentum ein. In den Jahren 1548 bis 1571 ging die Herrschaft des Klosters Waldsassen nach und nach in die kurpfälzische Landeshoheit über. Im Rahmen der von Ottheinrich 1558 durchgeführten Neuordnung des Kirchenwesens in der gesamten Oberen Pfalz wurde Wurz Pfarrei in der Superintendentur Tirschenreuth.
Die Pfarrei Wurz umfasste die Ortschaften Kotzenbach, Pfaffenreuth, Mitteldorf, Rotzendorf, Walpersreuth, Eppenreuth, Kahhof, Lamplmühle, Ernsthof, Stinkenbühl, Rotzenmühle, Wurmsgefäll, Geißenreuth. Ihr Pfarrer war Michael Schiffendecker aus Runneburg bei Zwickau.
Die Verzeichnisse von 1602 und 1622 erwähnten Mitteldorf mit 3 Höfen bzw. 3 Mannschaften.
Im Steuerbuch von 1630 erschien Mitteldorf mit 7 Anwesen, davon 3 zu Waldsassen und 4 zu Neustadt an der Waldnaab.
Das Urbar von 1653 führte für Mitteldorf 3 Mannschaften auf.
Bei der Gegenreformation wurde Wurz wieder katholisch, die kirchliche Einteilung Ottheinrichs wurde aufgehoben und der Zustand von vor der Reformation wieder hergestellt. Der Stift Waldsassen wurde 1669 an die Zisterzienser zurückgegeben.
Die Pfarrei Wurz gehörte nun zum Dekanat Nabburg.
1742 hatte Mitteldorf 3 Höfe, 15 Ochsen, 7 Kühe, 6 Jungrinder, 3 Muttersauen, 4 Frischlinge, 21 Schafe, 1 Ziege.
1792 gab es in Mitteldorf 3 waldsassische Untertanen und 1796 hatte es 33 Einwohner (zusammen mit Stinkenbühl).
1797 gehörten in Mitteldorf 3 Höfe und 4 Herrschaftsuntertanen zur Herrschaft Lobkowitz-Störnstein.
Seit 1808 war Eppenreuth Gemeinde und Steuerdistrikt mit den Ortschaften Eppenreuth, Baumgarten (erste Nennung 1961), Mitteldorf, Rotzendorf, Rotzenmühle, Stinkenbühl, Walpersreuth. 
Eppenreuth gehörte zunächst zum Landgericht Tirschenreuth und wurde 1857 in das Landgericht Neustadt an der Waldnaab umgegliedert. 
1978 wurde die Gemeinde Eppenreuth mit ihren Ortsteilen in die Gemeinde Püchersreuth eingegliedert.

## Einwohnerentwicklung in Mitteldorf ab 1819
| Jahr | Einwohner | Gebäude |
| ---- | --------- | ------- |
| 1819 | 46        | 7       |
| 1838 | 51        | 7       |
| 1871 | 47        | 32      |
| 1885 | 45        | 6       |
| 1900 | 41        | 6       |
| 1913 | 51        | 6       |

| Jahr | Einwohner | Gebäude |
| ---- | --------- | ------- |
| 1925 | 47        | 6       |
| 1950 | 60        | 6       |
| 1961 | 49        | 6       |
| 1970 | 49        | k. A.   |
| 1987 | 38        | 6       |
| 2011 | 45        | k. A.   |